# 多聞院 (広島市)
多聞院（たもんいん）は、広島県広島市南区にある寺院。比治山西麓の登山道入口に位置する。境内に頼家一族の墓所などの史跡、被爆建物である鐘楼があることで知られる。

## 歴史
開基
この寺は、治承年間（1177年 - 1181年）高倉天皇の勅願により、隠渡（現在の呉市音戸町）に建立されたのに始まると伝えられる。その後、毛利氏の帰依を得て天文年間（1532年 - 1555年）に吉田（現在の安芸高田市吉田町）に移され、さらに広島築城にともない1590年（天正18年）には三滝山麓（広島市西区）に移転した。福島正則によりこの寺が現在地に移されたのは1604年（慶長9年）である。
山陽文徳殿の建立
1934年（昭和9年）には頼山陽没後100年（1932年）を紀念し、境内に頼家一族の墓地がある関係から、寺の敷地に隣接して山陽を顕彰する「山陽文徳殿」が建立された。
原爆被災
第二次世界大戦中、多聞院は戦災時の県庁の6番目の緊急避難先に指定されており、文徳殿には広島市の戸籍選挙課が置かれ市役所から戸籍簿が移転されていた。1945年8月6日の原爆被災に際しては、爆心地から1.7kmの距離にあって本堂・庫裡・鐘楼などは大破しながらも焼け残り、同日17時頃には県防空本部が本堂に置かれ、20時以降には出張先から戻った高野源進知事の下で内務省への報告、救護班の出動命令が出されるなど被爆直後の臨時の県庁として機能した。翌7日朝に県庁が東警察署に移転したのちの多聞院は臨時救護所に充てられ、市中心部から東へ鶴見橋を渡って避難してきた多数の被爆者の治療が行われた。文徳殿に保存されていた戸籍原簿は焼失を免れたが、ガラスの破片で負傷した職員1名が死亡した。
細工町の土地区画整理に伴い、1953年に「広島郵便局原爆殉職者之碑」が院内に建立され、原子爆弾により亡くなった288人の職員や動員学徒の名前が刻まれている。
境内の被爆建物として現存しているのは梁と天井板が破損したまま保存されている鐘楼（1934年建立）で、被爆4年後鋳造された鐘には「no more Hiroshima's」と刻まれている。また、現在でも朝夕6時と8時15分に鐘がつかれている。

## 文化財
- 広島県指定史跡
  - 頼家の墓[1] - 山陽の父春水・叔父杏坪などの墓。
  - 植田艮背の墓[1] - 山崎闇斎の高弟で広島藩儒。

## 行事
毎年10月20日には「お人形供養会」が行われる。

## 交通
- 広島電鉄5号線 比治山下電停下車すぐ